# Rîbînsk, Koriukivka
Rîbînsk (în ucraineană Рибинськ) este localitatea de reședință a comunei Rîbînsk din raionul Koriukivka, regiunea Cernihiv, Ucraina.

## Demografie
Componența lingvistică a localității Rîbînsk
     Ucraineană (99,29%)
     Alte limbi (0,47%)
Conform recensământului din 2001, majoritatea populației localității Rîbînsk era vorbitoare de ucraineană (99,29%), existând în minoritate și vorbitori de alte limbi.